# Zentralkaufhaus
Koordinaten: 50° 26′ 43″ N, 30° 31′ 14″ O

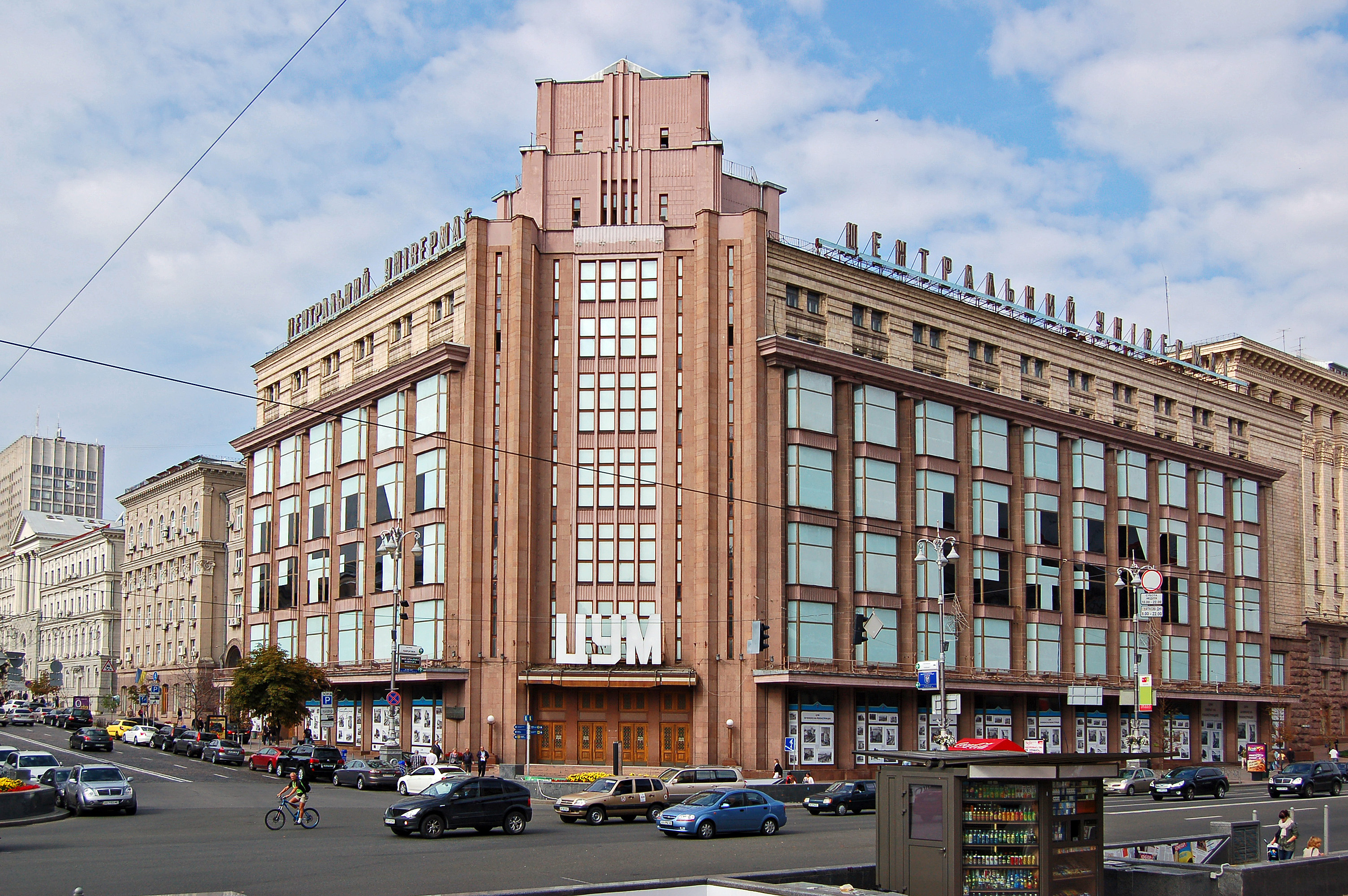
Das „ZUM“ im Jahr 2012

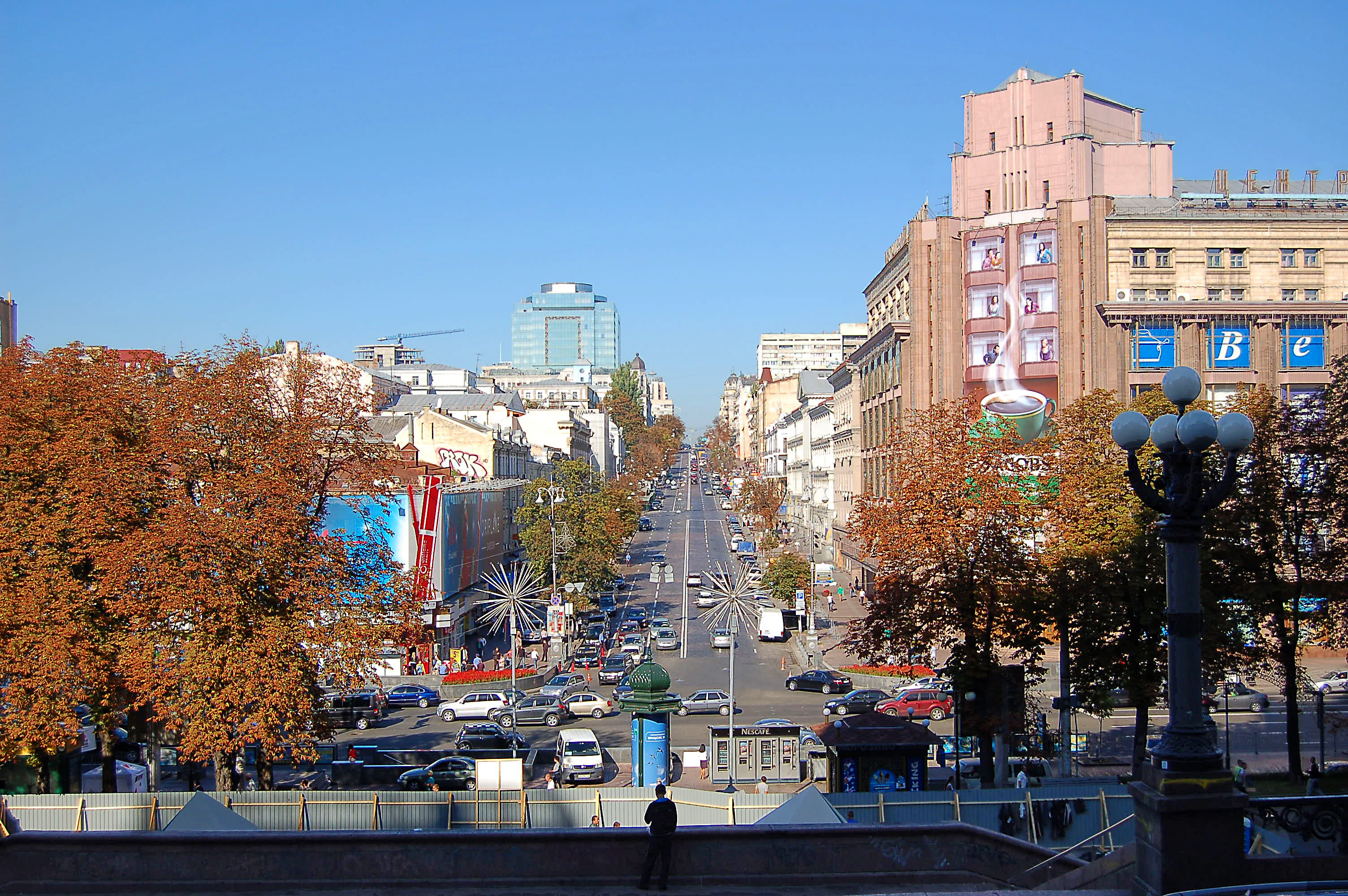
Das Kaufhaus mit Blick in die Bohdan-Chmelnyzkyj-Straße

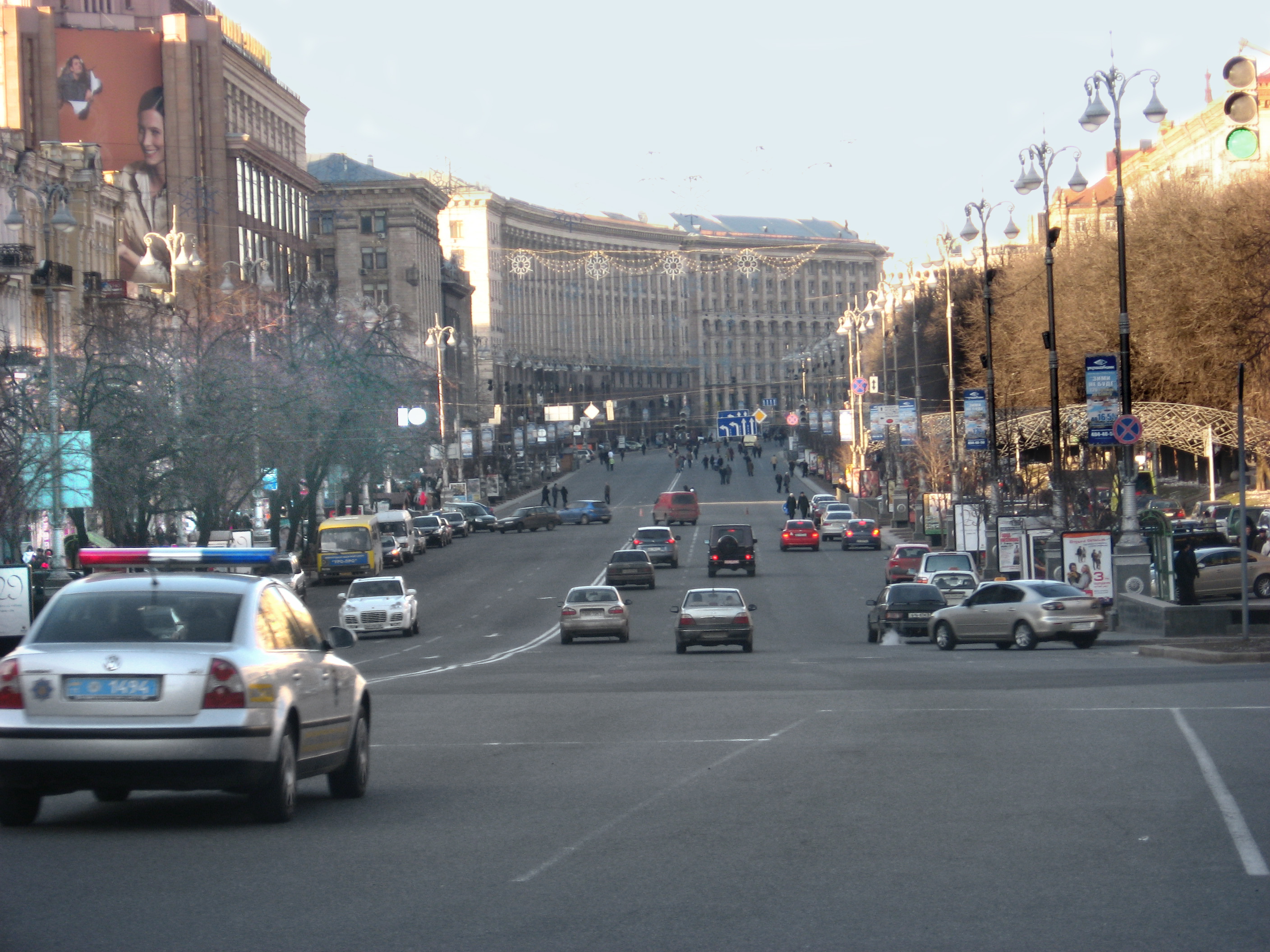
Der Chreschtschatyk; links das „ZUM“

Das Zentralkaufhaus „ZUM“ (ukrainisch Центра́льний універса́льний магази́н (ЦУМ) Zentralnyj uniwersalnyj mahasyn) ist ein unter Denkmalschutz stehender, historisch bedeutender Kaufhausbau in der ukrainischen Hauptstadt Kiew.

## Lage
Das „ZUM“ steht an der Ecke Chreschtschatyk–Bohdan-Chmelnyzkyj-Straße (Ву́л. Богда́на Хмельни́цького) gegenüber dem Wohnhaus Chreschtschatyk 25 und neben dem Gebäude des Kiewer Stadtrates im Zentrum Kiews.

## Geschichte
Das Kaufhaus „ZUM“ ist ein in den Jahren 1936 bis 1939 erbautes öffentliches Gebäude. Es steht architektonisch dem Konstruktivismus nahe und wurde am 1. Mai 1939 eröffnet.
Während des Krieges wurde das Geschäft geplündert, das Gebäude selbst wurde wenig in Mitleidenschaft gezogen. Seit 2012 wird das Gebäude renoviert, wobei die Verkaufsfläche auf bis zu 37.740 m² verdoppelt wird.
Zum 80-jährigen Jubiläum des ZUM entstand der Dokumentarfilm ZUM 80, in dem Kulturschaffende, Historiker, Designer und Vertreter des derzeitigen Teams die Geheimnisse ihrer Arbeit aufdecken und erklären, wie das Kiewer ZUM seine Bedeutung erreichte. Die Idee für den Film entstand im Februar 2019, nachdem man anlässlich des Kaufhausjubiläums beschloss, eines seiner Schaufenster nachzubauen und Archivfotos und Erinnerungen ehemaliger Mitarbeiter aus der Mitte der 1960er Jahre entdeckte, die man dann multimedial aufbereitete.